# پائولینا خروشچل
پائولینا خروشچل (لهستانی: Paulina Chruściel؛ ‏ زادهٔ ۱۶ ژوئن ۱۹۸۰) بازیگر اهل لهستان است. وی دانش‌آموختهٔ آکادمی ملی هنرهای نمایشی الکساندر زلوروویچ در ورشو است.
از فیلم‌ها یا مجموعه‌های تلویزیونی که وی در آن‌ها نقش داشته‌است، می‌توان به کمیسر ماما، قانون حقیقی، پدر متیو، هتل ۵۲، مجرد، در خوشی و سختی و در خیابان سپولنی اشاره نمود.